# Motocross-Weltmeisterschaft 2014
Die Motocross-Weltmeisterschaft 2014 war die 58. Saison der Motocross-Weltmeisterschaft.
Die Saison begann am 1. März im katarischen Doha und endete am 14. September im mexikanischen León.

## Übersicht

### Rennkalender
| #  | Datum             | Rennen                          | Ort                  |
| -- | ----------------- | ------------------------------- | -------------------- |
| 1  | 1. März           | Großer Preis von Katar          | Doha                 |
| 2  | 8.–9. März        | Großer Preis von Thailand       | Si Racha             |
| 3  | 29.–30. März      | Großer Preis von Brasilien      | Beto Carrero         |
| 4  | 12.–13. April     | Großer Preis von Trentino       | Arco                 |
| 5  | 19.–20. April     | Großer Preis von Bulgarien      | Sewliewo             |
| 6  | 3.–4. Mai         | Großer Preis der Niederlande    | Valkenswaard         |
| 7  | 10.–11. Mai       | Großer Preis von Spanien        | Talavera de la Reina |
| 8  | 24.–25. Mai       | Großer Preis von Großbritannien | Matterley Basin      |
| 9  | 31. Mai – 1. Juni | Großer Preis von Frankreich     | Saint-Jean-d’Angély  |
| 10 | 14.–15. Juni      | Großer Preis von Italien        | Maggiora             |
| 11 | 21.–22. Juni      | Großer Preis von Deutschland    | Teutschenthal        |
| 12 | 5.–6. Juli        | Großer Preis von Schweden       | Uddevalla            |
| 13 | 12.–13. Juli      | Großer Preis von Finnland       | Hyvinkää             |
| 14 | 26.–27. Juli      | Großer Preis von Tschechien     | Loket                |
| 15 | 2.–3. August      | Großer Preis von Belgien        | Lommel               |
| 16 | 6.–7. September   | Großer Preis von Goiás          | Trindade             |
| 17 | 13.–14. September | Großer Preis von León           | León                 |

### Punktesystem
Weltmeister wurde derjenige Fahrer beziehungsweise Konstrukteur, der in seiner jeweiligen Klasse die meisten Punkte erzielt hatte. Die 20 erstplatzierten Fahrer jedes Rennens erhielten Punkte nach dem folgenden Schema.
| Punkteverteilung | Punkteverteilung | Punkteverteilung | Punkteverteilung | Punkteverteilung | Punkteverteilung | Punkteverteilung | Punkteverteilung | Punkteverteilung | Punkteverteilung | Punkteverteilung | Punkteverteilung | Punkteverteilung | Punkteverteilung | Punkteverteilung | Punkteverteilung | Punkteverteilung | Punkteverteilung | Punkteverteilung | Punkteverteilung | Punkteverteilung |
| ---------------- | ---------------- | ---------------- | ---------------- | ---------------- | ---------------- | ---------------- | ---------------- | ---------------- | ---------------- | ---------------- | ---------------- | ---------------- | ---------------- | ---------------- | ---------------- | ---------------- | ---------------- | ---------------- | ---------------- | ---------------- |
| Platz            | 1                | 2                | 3                | 4                | 5                | 6                | 7                | 8                | 9                | 10               | 11               | 12               | 13               | 14               | 15               | 16               | 17               | 18               | 19               | 20               |
| Punkte           | 25               | 22               | 20               | 18               | 16               | 15               | 14               | 13               | 12               | 11               | 10               | 9                | 8                | 7                | 6                | 5                | 4                | 3                | 2                | 1                |

In die Fahrerwertung flossen alle von dem jeweiligen Fahrer erzielten Punkte ein. In die Konstrukteurswertung flossen für jedes Rennen die durch den jeweils bestplatzierten Fahrer erzielten Punkte ein, der für den Konstrukteur startete.

## MXGP

### Rennergebnisse
| #  | Datum  | Grand Prix     | Ort                  | Grand Prix          | Grand Prix          | Grand Prix          | Sieger          | Sieger              | Gesamtführung   | Gesamtführung |
| #  | Datum  | Grand Prix     | Ort                  | Erster Platz        | Zweiter Platz       | Dritter Platz       | Rennen 1        | Rennen 2            | Fahrer          | Konstrukteur  |
| -- | ------ | -------------- | -------------------- | ------------------- | ------------------- | ------------------- | --------------- | ------------------- | --------------- | ------------- |
| 1  | 01.03. | Katar          | Doha                 | Gautier Paulin      | Maximilian Nagl     | Antonio Cairoli     | Maximilian Nagl | Gautier Paulin      | Gautier Paulin  | Kawasaki      |
| 2  | 09.03. | Thailand       | Si Racha             | Antonio Cairoli     | Clément Desalle     | Jeremy Van Horebeek | Antonio Cairoli | Antonio Cairoli     | Antonio Cairoli | KTM           |
| 3  | 30.03. | Brasilien      | Beto Carrero         | Antonio Cairoli     | Clément Desalle     | Jeremy Van Horebeek | Antonio Cairoli | Antonio Cairoli     | Antonio Cairoli | KTM           |
| 4  | 13.04. | Trentino       | Arco                 | Clément Desalle     | Jeremy Van Horebeek | Kevin Strijbos      | Gautier Paulin  | Clément Desalle     | Antonio Cairoli | KTM           |
| 5  | 20.04. | Bulgarien      | Sewliewo             | Antonio Cairoli     | Gautier Paulin      | Jeremy Van Horebeek | Gautier Paulin  | Antonio Cairoli     | Antonio Cairoli | KTM           |
| 6  | 04.05. | Niederlande    | Valkenswaard         | Antonio Cairoli     | Jeremy Van Horebeek | Kevin Strijbos      | Gautier Paulin  | Antonio Cairoli     | Antonio Cairoli | KTM           |
| 7  | 11.05. | Spanien        | Talavera de la Reina | Clément Desalle     | Jeremy Van Horebeek | Kevin Strijbos      | Clément Desalle | Clément Desalle     | Antonio Cairoli | KTM           |
| 8  | 25.05. | Großbritannien | Matterley Basin      | Antonio Cairoli     | Clément Desalle     | Jeremy Van Horebeek | Antonio Cairoli | Clément Desalle     | Antonio Cairoli | KTM           |
| 9  | 01.06. | Frankreich     | Saint-Jean-d’Angély  | Clément Desalle     | Jeremy Van Horebeek | Antonio Cairoli     | Clément Desalle | Clément Desalle     | Antonio Cairoli | KTM           |
| 10 | 15.06. | Italien        | Maggiora             | Antonio Cairoli     | Jeremy Van Horebeek | Kevin Strijbos      | Antonio Cairoli | Antonio Cairoli     | Antonio Cairoli | KTM           |
| 11 | 22.06. | Deutschland    | Teutschenthal        | Clément Desalle     | Maximilian Nagl     | Jeremy Van Horebeek | Maximilian Nagl | Clément Desalle     | Antonio Cairoli | KTM           |
| 12 | 06.07. | Schweden       | Uddevalla            | Antonio Cairoli     | Jeremy Van Horebeek | Kevin Strijbos      | Antonio Cairoli | Antonio Cairoli     | Antonio Cairoli | KTM           |
| 13 | 13.07. | Finnland       | Hyvinkää             | Antonio Cairoli     | Steven Frossard     | Kevin Strijbos      | Antonio Cairoli | Antonio Cairoli     | Antonio Cairoli | KTM           |
| 14 | 27.07. | Tschechien     | Loket                | Jeremy Van Horebeek | Kevin Strijbos      | Antonio Cairoli     | Kevin Strijbos  | Jeremy Van Horebeek | Antonio Cairoli | KTM           |
| 15 | 03.08. | Belgien        | Lommel               | Antonio Cairoli     | Ken De Dycker       | Shaun Simpson       | Antonio Cairoli | Antonio Cairoli     | Antonio Cairoli | KTM           |
| 16 | 07.09. | Goiás          | Trindade             | Maximilian Nagl     | Gautier Paulin      | Antonio Cairoli     | Maximilian Nagl | Maximilian Nagl     | Antonio Cairoli | KTM           |
| 17 | 14.09. | León           | León                 | Gautier Paulin      | Maximilian Nagl     | Antonio Cairoli     | Maximilian Nagl | Gautier Paulin      | Antonio Cairoli | KTM           |

### Fahrerwertung
| Rang | Fahrer              | Konstrukteur | Punkte |
| ---- | ------------------- | ------------ | ------ |
| 01.  | Antonio Cairoli     | KTM          | 747    |
| 02.  | Jeremy Van Horebeek | Yamaha       | 628    |
| 03.  | Kevin Strijbos      | Suzuki       | 572    |
| 04.  | Clément Desalle     | Suzuki       | 484    |
| 05.  | Steven Frossard     | Kawasaki     | 419    |
| 06.  | Maximilian Nagl     | Honda        | 400    |
| 07.  | Shaun Simpson       | KTM          | 397    |
| 08.  | Gautier Paulin      | Kawasaki     | 358    |
| 09.  | Davide Guarneri     | TM           | 297    |
| 10.  | David Philippaerts  | Yamaha       | 275    |
| 11.  | Rui Gonçalves       | Yamaha       | 266    |
| 12.  | Tommy Searle        | Kawasaki     | 256    |
| 13.  | Matiss Karro        | KTM          | 239    |
| 14.  | Jewgeni Bobryschew  | Honda        | 184    |
| 15.  | Xavier Boog         | Honda        | 159    |
| 16.  | Joel Roelants       | Honda        | 158    |
| 17.  | Tyla Rattray        | Husqvarna    | 149    |
| 18.  | Tanel Leok          | TM           | 146    |
| 19.  | Milko Potisek       | Yamaha       | 145    |
| 20.  | Ken De Dycker       | KTM          | 131    |
| 21.  | Dennis Ullrich      | KTM          | 126    |
| 22.  | Jake Nicholls       | KTM          | 125    |
| 23.  | Todd Waters         | Husqvarna    | 107    |
| 24.  | Dean Ferris         | Husqvarna    | 101    |
| 25.  | Nathan Watson       | Husqvarna    | 062    |
| 26.  | Filip Bengtsson     | KTM          | 057    |
| 27.  | Valentin Teillet    | Kawasaki     | 046    |
| 28.  | Marc de Reuver      | Honda        | 040    |
| 29.  | Klemen Gerčar       | Honda        | 037    |
| 30.  | Gregory Aranda      | Kawasaki     | 032    |
| 31.  | Herjan Brakke       | Kawasaki     | 031    |
| 32.  | Pascal Rauchenecker | KTM          | 029    |
| 33.  | Alessandro Lupino   | Kawasaki     | 017    |
| 34.  | Graeme Irwin        | Suzuki       | 016    |
| 35.  | Gert Krestinov      | Kawasaki     | 015    |
| 36.  | Martín García       | KTM          | 015    |
| 37.  | Wellington Garcia   | Honda        | 014    |
| 38.  | Humberto Martin     | Yamaha       | 013    |
| 39.  | Eduardo Andrade     | Yamaha       | 013    |

| Rang | Fahrer                | Konstrukteur | Punkte |
| ---- | --------------------- | ------------ | ------ |
| 40.  | Adam Chatfield        | Honda        | 013    |
| 41.  | Priit Rätsep          | Kawasaki     | 012    |
| 42.  | Jérémy Delincé        | Honda        | 012    |
| 43.  | Filip Thuresson       | Honda        | 011    |
| 44.  | Jens Getteman         | Honda        | 011    |
| 45.  | Jean Ramos            | Honda        | 010    |
| 46.  | Donovan García        | Kawasaki     | 010    |
| 47.  | Augusts Justs         | Husqvarna    | 010    |
| 48.  | Martin Michek         | KTM          | 009    |
| 49.  | Cedric Soubeyras      | Honda        | 008    |
| 50.  | Kornel Nemeth         | KTM          | 008    |
| 51.  | Jetro Salazar         | Honda        | 008    |
| 52.  | Alberto Heredia       | Honda        | 007    |
| 53.  | Eduardo López         | Yamaha       | 007    |
| 54.  | Eduardo Martínez      | Kawasaki     | 006    |
| 55.  | Matteo Bonini         | Kawasaki     | 006    |
| 56.  | Nikolaj Larsen        | Honda        | 006    |
| 57.  | Lukasz Lonka          | Honda        | 005    |
| 58.  | Marcus Schiffer       | Suzuki       | 005    |
| 59.  | Pier Filippo Bertuzzo | Yamaha       | 004    |
| 60.  | Antonio Balbi         | Kawasaki     | 004    |
| 61.  | Jesus Macias          | Yamaha       | 004    |
| 62.  | Dāvis Ivanovs         | Kawasaki     | 003    |
| 63.  | Samuel Zeni           | Kawasaki     | 002    |
| 64.  | Timur Muratow         | KTM          | 002    |
| 65.  | Jesper Jönsson        | Suzuki       | 002    |
| 66.  | Ludvig Söderberg      | Husqvarna    | 002    |
| 67.  | Angelo Pellegrini     | Honda        | 002    |
| 68.  | Fabien Izoird         | Suzuki       | 002    |
| 69.  | Joni Roos             | KTM          | 002    |
| 70.  | Carlos Juanz          | Honda        | 002    |
| 71.  | Arnon Theplib         | Honda        | 002    |
| 72.  | Amirrezza Sabetifar   | Yamaha       | 002    |
| 73.  | Ryan Houghton         | Yamaha       | 001    |
| 74.  | Raúl Álvarez          | Yamaha       | 001    |
| 75.  | Sébastien Pourcel     | KTM          | 001    |
| 76.  | Nicklas Gustavsson    | Honda        | 001    |
| 77.  | Shane Carless         | Kawasaki     | 001    |

### Konstrukteurswertung
| \| Rang \| Konstrukteur \| Punkte \| \| ---- \| ------------ \| ------ \| \| 01. \| KTM \| 747 \| \| 02. \| Suzuki \| 690 \| \| 03. \| Yamaha \| 650 \| \| 04. \| Kawasaki \| 637 \| \| 05. \| Honda \| 550 \| \| 06. \| TM \| 338 \| \| 07. \| Husqvarna \| 326 \| |              |        |
| Rang | Konstrukteur | Punkte |
| 01. | KTM          | 747    |
| 02. | Suzuki       | 690    |
| 03. | Yamaha       | 650    |
| 04. | Kawasaki     | 637    |
| 05. | Honda        | 550    |
| 06. | TM           | 338    |
| 07. | Husqvarna    | 326    |

## MX2

### Rennergebnisse
| #  | Datum  | Grand Prix     | Ort                  | Grand Prix       | Grand Prix       | Grand Prix          | Sieger           | Sieger              | Gesamtführung    | Gesamtführung |
| #  | Datum  | Grand Prix     | Ort                  | Erster Platz     | Zweiter Platz    | Dritter Platz       | Rennen 1         | Rennen 2            | Fahrer           | Konstrukteur  |
| -- | ------ | -------------- | -------------------- | ---------------- | ---------------- | ------------------- | ---------------- | ------------------- | ---------------- | ------------- |
| 1  | 01.03. | Katar          | Doha                 | Jeffrey Herlings | Dylan Ferrandis  | Romain Febvre       | Dylan Ferrandis  | Jeffrey Herlings    | Jeffrey Herlings | KTM           |
| 2  | 09.03. | Thailand       | Si Racha             | Jeffrey Herlings | Glenn Coldenhoff | Max Anstie          | Jeffrey Herlings | Jeffrey Herlings    | Jeffrey Herlings | KTM           |
| 3  | 30.03. | Brasilien      | Beto Carrero         | Arnaud Tonus     | Glenn Coldenhoff | Max Anstie          | Arnaud Tonus     | Glenn Coldenhoff    | Arnaud Tonus     | Kawasaki      |
| 4  | 13.04. | Trentino       | Arco                 | Jeffrey Herlings | Arnaud Tonus     | Glenn Coldenhoff    | Jeffrey Herlings | Glenn Coldenhoff    | Arnaud Tonus     | KTM           |
| 5  | 20.04. | Bulgarien      | Sewliewo             | Jeffrey Herlings | Arnaud Tonus     | Jordi Tixier        | Jeffrey Herlings | Jeffrey Herlings    | Arnaud Tonus     | KTM           |
| 6  | 04.05. | Niederlande    | Valkenswaard         | Jeffrey Herlings | Romain Febvre    | Jordi Tixier        | Jeffrey Herlings | Jeffrey Herlings    | Jeffrey Herlings | KTM           |
| 7  | 11.05. | Spanien        | Talavera de la Reina | Jeffrey Herlings | Dylan Ferrandis  | Arnaud Tonus        | Jeffrey Herlings | Jeffrey Herlings    | Jeffrey Herlings | KTM           |
| 8  | 25.05. | Großbritannien | Matterley Basin      | Jeffrey Herlings | Arnaud Tonus     | Tim Gajser          | Jeffrey Herlings | Jeffrey Herlings    | Jeffrey Herlings | KTM           |
| 9  | 01.06. | Frankreich     | Saint-Jean-d’Angély  | Jeffrey Herlings | Arnaud Tonus     | Jordi Tixier        | Jeffrey Herlings | Jeffrey Herlings    | Jeffrey Herlings | KTM           |
| 10 | 15.06. | Italien        | Maggiora             | Jeffrey Herlings | Jordi Tixier     | Arnaud Tonus        | Jeffrey Herlings | Jeffrey Herlings    | Jeffrey Herlings | KTM           |
| 11 | 22.06. | Deutschland    | Teutschenthal        | Jeffrey Herlings | Tim Gajser       | Jordi Tixier        | Jeffrey Herlings | Jeffrey Herlings    | Jeffrey Herlings | KTM           |
| 12 | 06.07. | Schweden       | Uddevalla            | Jeffrey Herlings | Jordi Tixier     | Tim Gajser          | Jeffrey Herlings | Jeffrey Herlings    | Jeffrey Herlings | KTM           |
| 13 | 13.07. | Finnland       | Hyvinkää             | Jeffrey Herlings | Tim Gajser       | Jordi Tixier        | Jeffrey Herlings | Jeffrey Herlings    | Jeffrey Herlings | KTM           |
| 14 | 27.07. | Tschechien     | Loket                | Jordi Tixier     | Valentin Guillod | Christophe Charlier | Jordi Tixier     | Christophe Charlier | Jeffrey Herlings | KTM           |
| 15 | 03.08. | Belgien        | Lommel               | Max Anstie       | Jordi Tixier     | Dylan Ferrandis     | Max Anstie       | Jordi Tixier        | Jeffrey Herlings | KTM           |
| 16 | 07.09. | Goiás          | Trindade             | Romain Febvre    | Dylan Ferrandis  | Tim Gajser          | Romain Febvre    | Tim Gajser          | Jeffrey Herlings | KTM           |
| 17 | 14.09. | León           | León                 | Jordi Tixier     | Tim Gajser       | Valentin Guillod    | Jordi Tixier     | Tim Gajser          | Jordi Tixier     | KTM           |

### Fahrerwertung
| Rang | Fahrer              | Konstrukteur | Punkte |
| ---- | ------------------- | ------------ | ------ |
| 01.  | Jordi Tixier        | KTM          | 616    |
| 02.  | Jeffrey Herlings    | KTM          | 612    |
| 03.  | Romain Febvre       | Husqvarna    | 570    |
| 04.  | Dylan Ferrandis     | Kawasaki     | 533    |
| 05.  | Tim Gajser          | Honda        | 528    |
| 06.  | Arnaud Tonus        | Kawasaki     | 455    |
| 07.  | Valentin Guillod    | KTM          | 449    |
| 08.  | Alexander Tonkow    | Husqvarna    | 397    |
| 09.  | José Butrón         | KTM          | 359    |
| 10.  | Jeremy Seewer       | Suzuki       | 352    |
| 11.  | Julien Lieber       | KTM          | 292    |
| 12.  | Max Anstie          | Yamaha       | 283    |
| 13.  | Glenn Coldenhoff    | Suzuki       | 248    |
| 14.  | Petar Petrow        | Yamaha       | 239    |
| 15.  | Christophe Charlier | Yamaha       | 220    |
| 16.  | Mel Pocock          | KTM          | 143    |
| 17.  | Thomas Covington    | Kawasaki     | 138    |
| 18.  | Harri Kullas        | KTM          | 127    |
| 19.  | Maxime Desprey      | Honda        | 098    |
| 20.  | Damon Graulus       | KTM          | 094    |
| 21.  | Ivo Monticelli      | KTM          | 094    |
| 22.  | Luke Styke          | Yamaha       | 080    |
| 23.  | Roberts Justs       | Husqvarna    | 078    |
| 24.  | Pauls Jonass        | KTM          | 077    |
| 25.  | Wsewolod Bryljakow  | Honda        | 073    |
| 26.  | Kei Yamamoto        | Honda        | 057    |
| 27.  | Alessandro Lupino   | Kawasaki     | 055    |

| Rang | Fahrer                | Konstrukteur | Punkte |
| ---- | --------------------- | ------------ | ------ |
| 28.  | Magne Klingsheim      | Yamaha       | 030    |
| 29.  | Anton Lundgren        | Yamaha       | 029    |
| 30.  | Brian Bogers          | KTM          | 023    |
| 31.  | Eddie Hjortmarker     | KTM          | 023    |
| 32.  | Calvin Vlaanderen     | KTM          | 018    |
| 33.  | Hector Assunção       | Honda        | 017    |
| 34.  | Lars van Berkel       | Honda        | 016    |
| 35.  | Simon Mallet          | Honda        | 014    |
| 36.  | Alexis Garza          | Suzuki       | 012    |
| 37.  | Edgar Tovar           | KTM          | 009    |
| 38.  | Fábio Santos          | Honda        | 008    |
| 39.  | Freek van der Vlist   | KTM          | 006    |
| 40.  | Michael Hool          | KTM          | 006    |
| 41.  | Axel Blanco           | Honda        | 006    |
| 42.  | Jonathan Moreira      | KTM          | 004    |
| 43.  | Caio Lopes            | Honda        | 004    |
| 44.  | Kioman Muñoz          | Yamaha       | 004    |
| 45.  | Christopher Valente   | TM           | 003    |
| 46.  | Rodrigo dos Santos    | TM           | 003    |
| 47.  | Steven Lenoir         | Husqvarna    | 002    |
| 48.  | Thanarat Penjan       | Kawasaki     | 002    |
| 49.  | Alessandro D’Angelo   | Honda        | 002    |
| 50.  | Alejandro Rugerio     | Yamaha       | 002    |
| 51.  | Lucas Bottcher        | Honda        | 001    |
| 52.  | Wjatscheslaw Golowkin | KTM          | 001    |
| 53.  | Henry Jacobi          | KTM          | 001    |
| 54.  | Livia Lancelot        | Kawasaki     | 001    |

### Konstrukteurswertung
| \| Rang \| Konstrukteur \| Punkte \| \| ---- \| ------------ \| ------ \| \| 01. \| KTM \| 797 \| \| 02. \| Kawasaki \| 651 \| \| 03. \| Husqvarna \| 586 \| \| 04. \| Honda \| 538 \| \| 05. \| Suzuki \| 488 \| \| 06. \| Yamaha \| 484 \| \| 07. \| TM \| 006 \| |              |        |
| Rang | Konstrukteur | Punkte |
| 01. | KTM          | 797    |
| 02. | Kawasaki     | 651    |
| 03. | Husqvarna    | 586    |
| 04. | Honda        | 538    |
| 05. | Suzuki       | 488    |
| 06. | Yamaha       | 484    |
| 07. | TM           | 006    |

## WMX

### Rennergebnisse
| # | Datum  | Grand Prix  | Ort                 | Grand Prix      | Grand Prix      | Grand Prix      | Sieger          | Sieger          | Gesamtführung   | Gesamtführung |
| # | Datum  | Grand Prix  | Ort                 | Erster Platz    | Zweiter Platz   | Dritter Platz   | Rennen 1        | Rennen 2        | Fahrer          | Konstrukteur  |
| - | ------ | ----------- | ------------------- | --------------- | --------------- | --------------- | --------------- | --------------- | --------------- | ------------- |
| 1 | 01.03. | Katar       | Doha                | Meghan Rutledge | Natalie Kane    | Livia Lancelot  | Meghan Rutledge | Meghan Rutledge | Meghan Rutledge | Kawasaki      |
| 2 | 13.04. | Trentino    | Arco                | Kiara Fontanesi | Stephanie Laier | Natalie Kane    | Meghan Rutledge | Kiara Fontanesi | Natalie Kane    | Kawasaki      |
| 3 | 04.05. | Niederlande | Valkenswaard        | Meghan Rutledge | Kiara Fontanesi | Natalie Kane    | Kiara Fontanesi | Livia Lancelot  | Natalie Kane    | Kawasaki      |
| 4 | 01.06. | Frankreich  | Saint-Jean-d’Angély | Livia Lancelot  | Kiara Fontanesi | Meghan Rutledge | Livia Lancelot  | Livia Lancelot  | Kiara Fontanesi | Kawasaki      |
| 5 | 22.06. | Deutschland | Teutschenthal       | Meghan Rutledge | Kiara Fontanesi | Livia Lancelot  | Kiara Fontanesi | Meghan Rutledge | Kiara Fontanesi | Kawasaki      |
| 6 | 27.07. | Tschechien  | Loket               | Livia Lancelot  | Kiara Fontanesi | Meghan Rutledge | Kiara Fontanesi | Livia Lancelot  | Kiara Fontanesi | Kawasaki      |

### Fahrerwertung
| Rang | Fahrer              | Konstrukteur | Punkte |
| ---- | ------------------- | ------------ | ------ |
| 01.  | Kiara Fontanesi     | Yamaha       | 255    |
| 02.  | Meghan Rutledge     | Kawasaki     | 250    |
| 03.  | Livia Lancelot      | Kawasaki     | 232    |
| 04.  | Stephanie Laier     | Suzuki       | 212    |
| 05.  | Nancy van de Ven    | Yamaha       | 182    |
| 06.  | Larissa Papenmeier  | Suzuki       | 172    |
| 07.  | Natalie Kane        | KTM          | 151    |
| 08.  | Anne Borchers       | Suzuki       | 145    |
| 09.  | Marianne Veenstra   | Husqvarna    | 127    |
| 10.  | Francesca Nocera    | Suzuki       | 115    |
| 11.  | Justine Charroux    | Yamaha       | 106    |
| 12.  | Genette Våge        | KTM          | 088    |
| 13.  | Joanna Miller       | Suzuki       | 070    |
| 14.  | Kimberley Braam     | Kawasaki     | 065    |
| 15.  | Julie Dalgaard      | Yamaha       | 059    |
| 16.  | Nina Klink          | KTM          | 059    |
| 17.  | Mariana Balbi       | Honda        | 057    |
| 18.  | Gabriela Seisdedos  | Kawasaki     | 044    |
| 19.  | Frida Östlund       | Honda        | 042    |
| 20.  | Lucie Simonová      | KTM          | 040    |
| 21.  | Sara Pettersson     | KTM          | 026    |
| 22.  | Britt Van Der Werff | Suzuki       | 024    |

| Rang | Fahrer                 | Konstrukteur | Punkte |
| ---- | ---------------------- | ------------ | ------ |
| 23.  | Virginie Germond       | Suzuki       | 023    |
| 24.  | Emelie Dahl            | Yamaha       | 019    |
| 25.  | Eleonore Valat         | Honda        | 013    |
| 26.  | Alicia Reitze          | Yamaha       | 009    |
| 27.  | Stephanie Stoutjesdijk | Husqvarna    | 009    |
| 28.  | Gabrielle Hamlet       | KTM          | 009    |
| 29.  | Laura Soller           | KTM          | 008    |
| 30.  | Mandy Koning           | Honda        | 007    |
| 31.  | Giorgia Giudici        | KTM          | 005    |
| 32.  | Samanta Josta          | Yamaha       | 005    |
| 33.  | Kim Irmgartz           | Suzuki       | 003    |
| 34.  | Amie Goodlad           | Honda        | 003    |
| 35.  | Sandra Bölkow          | Kawasaki     | 003    |
| 36.  | Line Dam               | Yamaha       | 003    |
| 37.  | Floriana Parrini       | Yamaha       | 003    |
| 38.  | Mathilde Denis         | Yamaha       | 002    |
| 39.  | Tereza Hromková        | KTM          | 002    |
| 40.  | Victoria Müller        | KTM          | 002    |
| 41.  | Janina Lehmann         | KTM          | 001    |
| 42.  | Jekaterina Gurjewa     | Husqvarna    | 001    |
| 43.  | Alice Magnoli          | Yamaha       | 001    |

### Konstrukteurswertung
| \| Rang \| Konstrukteur \| Punkte \| \| ---- \| ------------ \| ------ \| \| 01. \| Kawasaki \| 282 \| \| 02. \| Yamaha \| 260 \| \| 03. \| Suzuki \| 212 \| \| 04. \| KTM \| 195 \| \| 05. \| Husqvarna \| 127 \| \| 06. \| Honda \| 069 \| |              |        |
| Rang | Konstrukteur | Punkte |
| 01. | Kawasaki     | 282    |
| 02. | Yamaha       | 260    |
| 03. | Suzuki       | 212    |
| 04. | KTM          | 195    |
| 05. | Husqvarna    | 127    |
| 06. | Honda        | 069    |